# Pflicht zur Kontenwahrheit
Kontenwahrheit (oder Pflicht zur Kontenwahrheit) ist im Bankwesen und im Steuerrecht das Verbot, dass Bankkonten, in Verwahrung zu gebende Wertsachen oder zu eröffnende Schließfächer nicht auf einen falschen oder erdichteten Namen lauten dürfen.

## Allgemeines
Zu den Bankkonten gehören Anderkonto, Fremdwährungskonto, Girokonto, Kautionskonto, Sparkonto, Sperrkonto, Tagesgeldkonto, Termingeldkonto, Treuhandkonto (Geldkonten), Mehrwertkonto, Metallkonto oder Wertpapierdepot (Sachkonten). Diese werden von Kreditinstituten geführt, die für die Einhaltung der Kontenwahrheit des § 154 Abs. 1 AO verantwortlich sind. Wurde bei einem Kreditinstitut ein Girokonto eröffnet, so ist bei der Eröffnung weiterer Konten durch denselben Kontoinhaber die Kontenwahrheit erfüllt. Da diese Vorschrift auch in Verwahrung zu gebende Wertsachen erfasst, muss sie auch von Pfandleihern beachtet werden.

## Arten
Unterschieden wird zwischen der formalen und materiellen Kontenwahrheit. Das Gebot der formalen Kontenwahrheit ist dadurch erfüllt, dass der das Konto Eröffnende als gegenüber der Bank berechtigte Gläubiger das Konto unter seinem richtigen Namen eröffnet. Kein Verstoß gegen die Kontenwahrheit liegt bei der Eröffnung eines Anderkontos vor, soweit das Konto unter dem richtigen Namen des eröffnenden Rechtsanwalts oder Notars geführt wird. Ob der angegebene Kontoinhaber das Konto für eigene oder für fremde Rechnung führt (materielle Kontenwahrheit), ist unerheblich. Diese wird durch § 8 GwG sichergestellt, wonach die Kreditinstitute verpflichtet sind, bei Eröffnung eines Kontos nach dem wirtschaftlich Berechtigten zu fragen (§ 8 Abs. 1 GwG). Für die Frage, wer dem Kreditinstitut gegenüber berechtigter Kontoinhaber ist, kommt es nicht darauf an, wer in der Kontobezeichnung aufgeführt ist oder aus wessen Geldmitteln die eingezahlten Gelder stammen. Maßgebend hierfür ist vielmehr, wer bei der Kontoerrichtung der Bank gegenüber als Forderungsberechtigter oder Darlehnsgeber auftritt. Ein Konto wird nicht deshalb zum Fremdkonto, weil es mit fremden Geld errichtet worden ist. Eigenkonten werden für Zwecke des Kontoinhabers, Fremdkonten vom Kontoinhaber für Zwecke eines Dritten errichtet. Das muss in der Kontobezeichnung zum Ausdruck kommen.

## Rechtsfragen
Rechtsgrundlage für die Kontenwahrheit ist § 154 Abs. 1 AO. Ein „falscher oder erdichteter Name“ bezieht sich bei natürlichen Personen auf den Vor- und Nachnamen, wie er sich aus gültigen Legitimationspapieren während der Legitimationsprüfung ergibt. Bei Unternehmen ist die Eintragung aus dem Handelsregister heranzuziehen; die dort verzeichnete Firma wird als Kontoinhaber übernommen. Entsprechendes gilt für andere Personenvereinigungen (Genossenschaftsregister, Partnerschaftsregister, Vereinsregister). Ein Name ist nach einhelliger Meinung nur falsch, wenn er einen anderen als den Verfügungsberechtigten bezeichnet. § 154 AO sollte allein die korrekte Identifikation der gegenüber dem Kontoführer Verfügungsberechtigten sicherstellen.
Hat jemand gegen die Kontenwahrheit verstoßen, dürfen gemäß § 154 Abs. 3 AO Bankguthaben, Wertsachen und der Inhalt eines Schließfaches nur mit Zustimmung des für die Einkommen- und Körperschaftsteuer zuständigen Finanzamts herausgegeben werden, was eine öffentlich-rechtliche Kontosperre darstellt. Die Kreditinstitute haften gemäß § 72 AO der Finanzverwaltung gegenüber bei vorsätzlicher oder grob fahrlässiger Missachtung des § 154 AO, soweit dadurch die Verwirklichung von Ansprüchen aus dem Steuerschuldverhältnis mit dem Kontoinhaber beeinträchtigt wird. Wer ohne Zustimmung der Finanzbehörde eine Auszahlung vornimmt oder Wertsachen herausgibt, haftet für die Beeinträchtigung des Steueranspruchs. Hier kommt erforderlichenfalls eine Ausfallhaftung nach § 72 AO in Betracht. Außerdem liegt eine Ordnungswidrigkeit im Sinne einer Steuergefährdung gemäß § 379 AO vor.

## International
Am ehesten gefährdet sind bei der Missachtung der Kontenwahrheit die in einigen Staaten möglichen Nummernkonten. In der Schweiz ist bei der Eröffnung und Führung von Konten und Nummernkonten die Vereinbarung über die Standesregeln zur Sorgfaltspflicht der Banken zu beachten. Seit Juli 2004 verpflichtet die Schweiz die Kreditinstitute, auch die Identität der Inhaber eines Nummernkontos zu prüfen und zu dokumentieren. Nach Art. 3 GwG hat der Finanzintermediär bei der Aufnahme von Geschäftsbeziehungen die Vertragspartei aufgrund eines beweiskräftigen Dokumentes zu identifizieren. Handelt es sich bei der Vertragspartei um eine juristische Person, so muss der Finanzintermediär die Bevollmächtigungsbestimmungen der Vertragspartei zur Kenntnis nehmen und die Identität der Personen überprüfen, die im Namen der juristischen Person die Geschäftsbeziehung aufnehmen. Der Finanzintermediär muss nach Art. 4 GwG auch die wirtschaftlich berechtigte Person mit der nach den Umständen gebotenen Sorgfalt feststellen. Im Sprachgebrauch ist inzwischen nicht mehr von „Nummernkonten“, sondern zunehmend von „Inhaberkonten“ die Rede.
In Österreich sind gemäß § 5 Finanzmarkt-Geldwäschegesetz (FM-GwG) die in § 6 FM-GwG festgelegten Sorgfaltspflichten der Kreditinstitute insbesondere bei Begründung einer Geschäftsbeziehung, auch bei Spareinlagengeschäften nach § 31 Abs. 1 BWG und Geschäften nach § 12 Depotgesetz, anzuwenden.
Weitere Länder mit Nummernkonten waren oder sind Belgien, Frankreich, Liechtenstein, Luxemburg sowie Steueroasen und insbesondere Offshore-Finanzplätze.